# Люс Ланжевен
Люс Ланжевен, у дівоцтві Дюбюс (народилася 26 грудня 1899, Марісель — померла 27 серпня 2002, Париж) — французька фізикиня, викладачка паризького ліцею Фенелон і комуністична активістка.

## Біографія
Люс Дюбюс навчалася в École Normale Supérieure de jeunes filles de Sèvres(Севрська вища нормальна школа для дівчат) у 1920-х роках і отримала агрегацію з фізики та біології.
Люс вийшла заміж за Андре Ланжевена, сина фізика Поля Ланжевена, і перебувала під сильним впливом свого свекра. У шлюбі з Андре народилися двоє дітей: Мішель Ланжевен, фізик-ядерник, та Алін Дажоз, англістка.
З 1930 по 1960 рік вона була вчителькою у середній школі Фенелон у Парижі.
З 1934 року вона брала активну участь у Всесвітній феміністичній зустрічі проти війни та фашизму, а згодом підписала французьку петицію на підтримку втручання в громадянську війну в Іспанії.
1935 року вона приєдналася до Французької комуністичної партії та брала участь у французьких страйках 1936 року. Вона була членкинею Вільного університету. Після звільнення Парижа 1944 року, вона продовжувала свою наукову, викладацьку та комуністичну діяльність до виходу на пенсію.
Вона є авторкою численних наукових і політичних статей у журналі «La Pensée» та книги про російського філософа Михайла Ломоносова
Вона померла в Парижі 2002 року у віці 102 років.

## Публікації
- Miracle of TSF: history of telegraph and phone, Bourrelier, 1952.
- " Materialism and empiriocriticism " and the teaching of physics, La Pensée, 1959.
- Lomonosov (1711—1765): his life and works, Éditions sociales, Paris, 1967.
- The first French communist intellectuals, with Georges Cogniot, La Pensée, 1967.
- Gassendi translated in Russian. When will a french translation be published?, La Pensée, 1968.
- Thinking machines and thought, La Pensée, 1969.
- Mendeleev's law is a hundred years old, La Pensée, 1970.
- The meaning of history of sciences in education, La Pensée, 1972.
- Paul Langevin and Albert Einstein, from new letters and documents, La Pensée, 1972.
- Ecology and politics, La Pensée, 1973.
- USSR's Academy of Sciences is 250 years old, La Pensée, 1976.